# Trio dei ragionieri

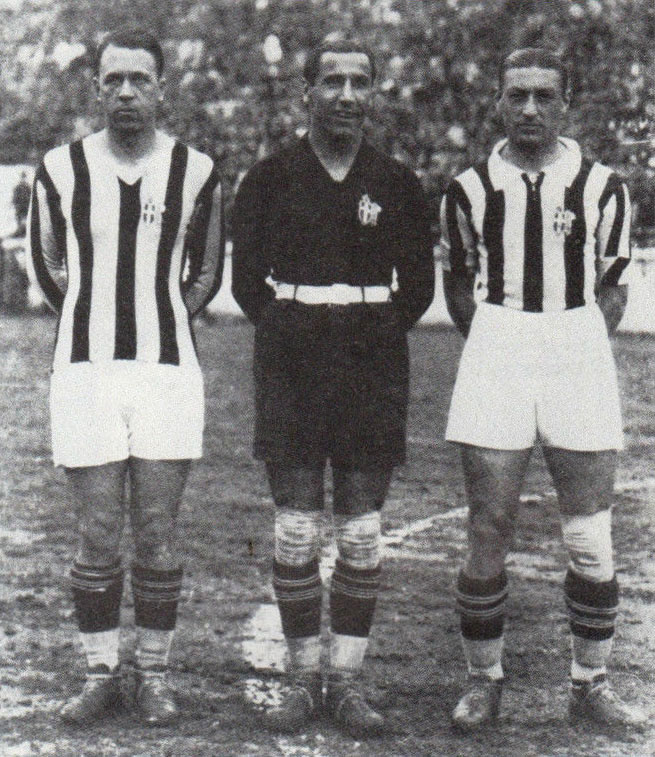
Il Trio dei ragionieri (da sinistra): Virginio Rosetta, Gianpiero Combi e Umberto Caligaris (1928-1934), tutti e tre pluricampioni d'Italia con il Foot-Ball Club Juventus e campioni del mondo con la nazionale italiana.

Il Trio dei ragionieri, noto anche come Trio Combi-Rosetta-Caligaris, fu il celebre trio di difensori nazionali italiani che giocò nella squadra di calcio torinese del Foot-Ball Club Juventus durante sei stagioni a cavallo tra gli anni 1920 e anni 1930. Era composto, in ordine posizionale, dal portiere Gianpiero Combi e dai terzini Virginio Rosetta e Umberto Caligaris.
Il soprannome fu coniato dai mezzi di comunicazione di massa in Italia per via del diploma di ragioneria condiviso dai tre componenti.
Dopo essersi aggiudicato la medaglia di bronzo al torneo olimpico di Amsterdam 1928, il trio ebbe un ruolo decisivo sia nelle vittorie di quattro campionati nazionali consecutivi tra 1931 e 1934 – mai riuscito prima nella storia della competizione – da parte della squadra bianconera, sia nei successi della rappresentativa azzurra dapprima nella Coppa Internazionale, riuscendo a ottenere il titolo nella prima edizione del torneo, e poi nel campionato mondiale disputato nel 1934. Costituì quella che la stampa specializzata riterrà la miglior linea difensiva di tutti i tempi espressa nel calcio italiano nonché una delle migliori nella storia della disciplina.

## Retaggio storico
Ritenuto il primo blocco difensivo italiano di levatura mondiale nella storia del calcio, il trio fu l'antesignano della futura tradizione di retroguardie coriacee che faranno parte, con successo, di squadre di club italiane e della nazionale azzurra quali la terna composta, in ordine posizionale, dal portiere Aldo Olivieri e dai terzini Alfredo Foni e Pietro Rava, decisiva per il trionfo azzurro nel campionato del mondo 1938, il quartetto formato, in ordine numerico, da Dino Zoff, Claudio Gentile, Antonio Cabrini e Gaetano Scirea durante gli anni 1970 e 1980, che si affermerà tra i meglio assortiti nella storia della disciplina, e il blocco difensivo composto, in ordine posizionale, da Gianluigi Buffon, Andrea Barzagli, Leonardo Bonucci e Giorgio Chiellini, tutti insieme esacampioni d'Italia negli anni 2010.
Nel corso degli anni la denominazione Combi-Rosetta-Caligaris ha acquisito un posto di rilievo nella cultura italiana divenendo anche una sorta di filastrocca, essendo usata, per metonimia, anche nel linguaggio comune per indicare formazioni di rilievo nello sport in Italia:
(Giulio Andreotti, Nonni e nipoti della Repubblica, 2004.)
Combi e Rosetta, nell'occasione coaudivati da Luigi Allemandi, stabilirono inoltre nella stagione 1925-26 il record d'imbattibilità del calcio italiano (934'), poi superato solo nel campionato 2015-16 da un'altra retroguardia juventina, quella Buffon-Barzagli-Bonucci-Chiellini (974').

## Elenco di rose
- Rosa 1928-29
- Rosa 1932-33

- Rosa 1929-30
- Rosa 1933-34

- Rosa 1930-31

- Rosa 1931-32

## Galleria d'immagini

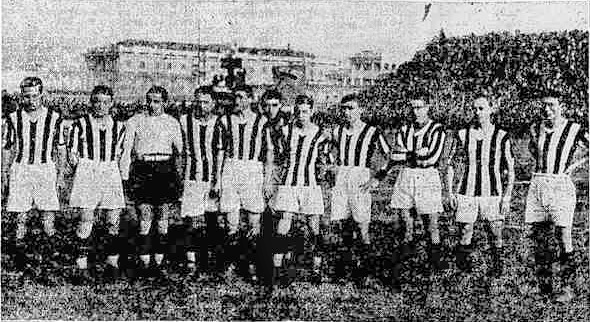
Juventus 1929-30
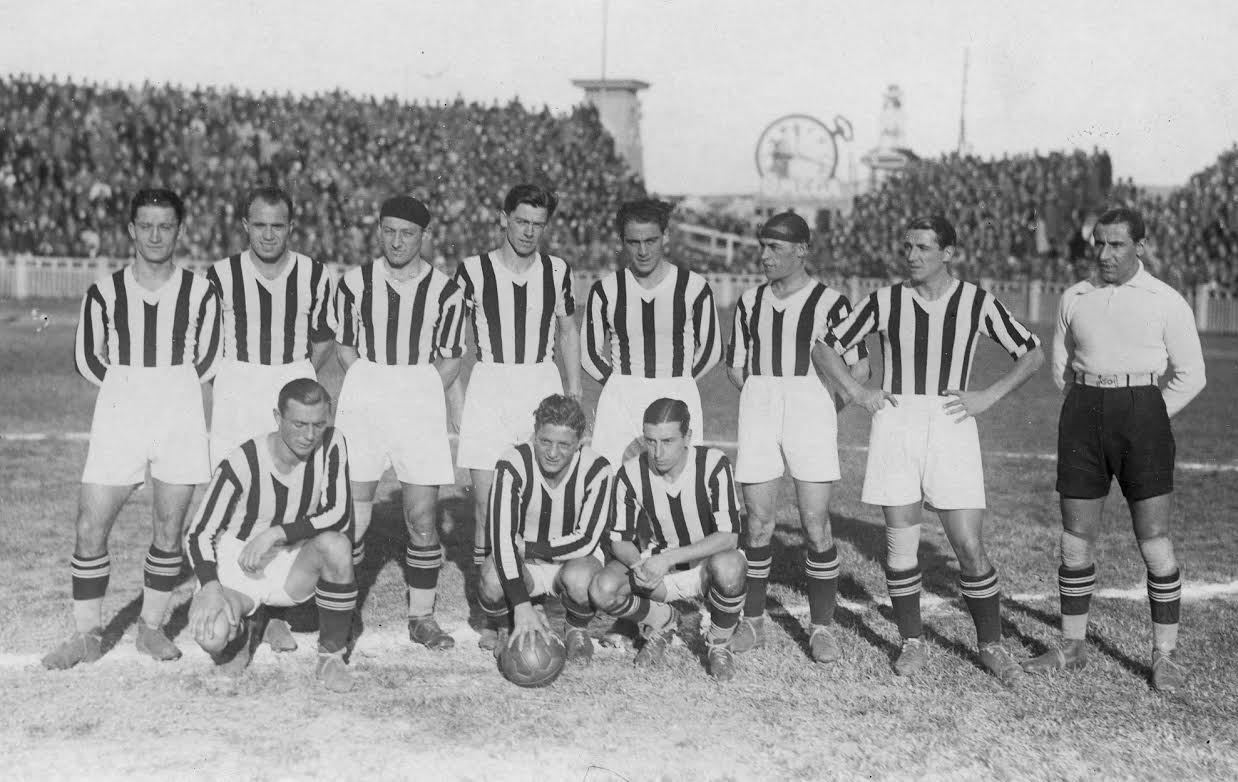
Juventus 1930-31
Juventus 1931-32
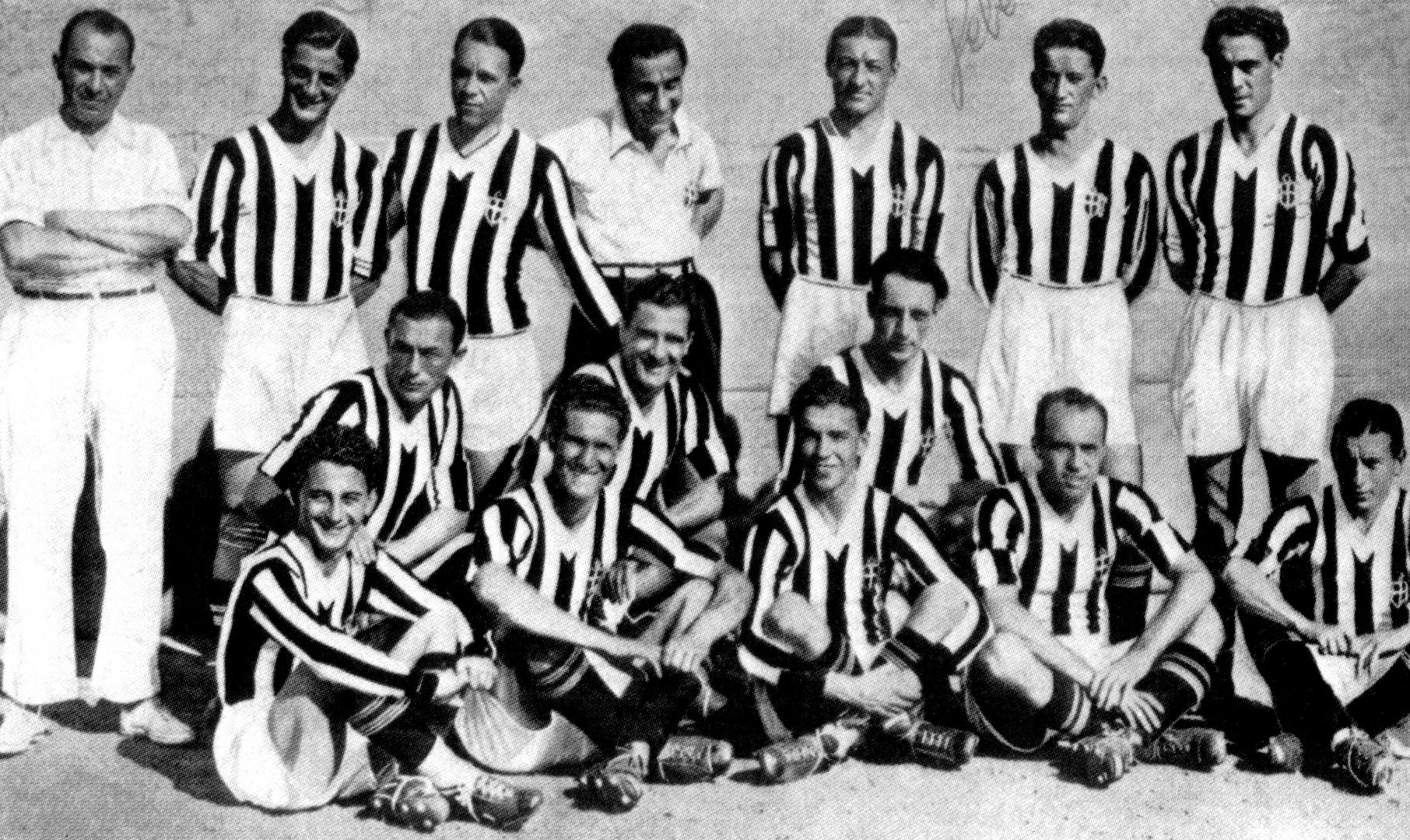
Juventus 1932-33
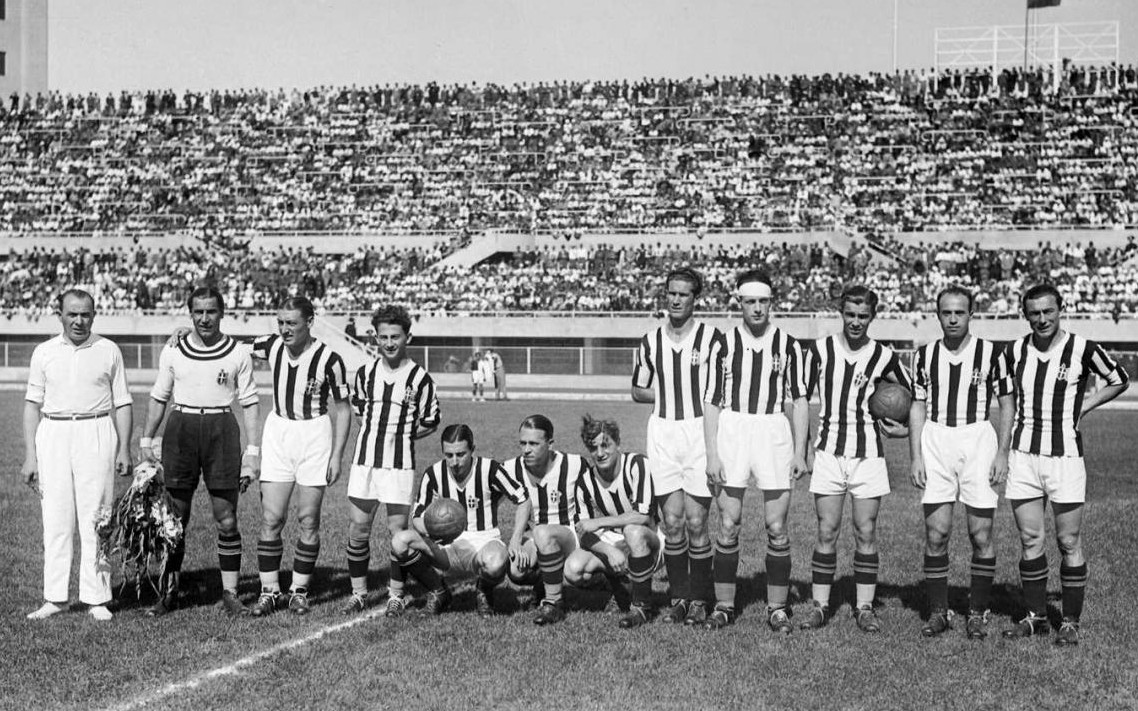
Juventus 1933-34
Gianpiero Combi
Virginio Rosetta
Umberto Caligaris